# Dalugama
Dalugama (Sinhala: දළුගම; Tamil: தளுகம) ist ein Vorort von Colombo. Im Jahr 2010 hatte Dalugama 74.528 Einwohner.